# Марченко, Денис Сергеевич
Дени́с Серге́евич Ма́рченко (укр. Денис Сергійович Марченко; 5 февраля 2007, Киев) — украинский футболист, вратарь клуба «Оболонь».

## Биография
Родился в Киеве. Воспитанник столичной «Смены-Оболонь», в футболке которой с 2020 по 2022 год выступал в ДЮФЛУ. В сезоне 2023/24 переведён в юношескую команду «Оболонь». Впервые в заявку взрослой команды «пивоваров» попал 28 июля 2023 года в ничейном (0:0) домашнем поединке 1-го тура Премьер-лиги Украины против ковалёвского «Колоса». Денис просидел все 90 минут на скамье запасных. На профессиональном уровне дебютировал за «Оболонь» 23 февраля 2025 года в победном (1:0) домашнем поединке 1-го тура Премьер-лиги Украины против полтавской «Ворсклы». Марченко вышел на поле в стартовом составе и отыграл весь матч.